# Couvent des Carmes de Mortemart
L'ancien couvent des Carmes est un monument situé à Mortemart, dans le département français de la Haute-Vienne.

## Historique
Le couvent est fondé en 1329 par le cardinal Pierre Gauvain pour l'entretien de l'hôpital construit près de son portail d'entrée. 
Le couvent est en partie reconstruit aux XVIIe siècle et au XVIIIe siècle.
Le couvent bénéficie de multiples protections au titre des monuments historiques : classement en 1990, inscriptions en 1990 et 1994.